# 오스트리아-헝가리의 해체

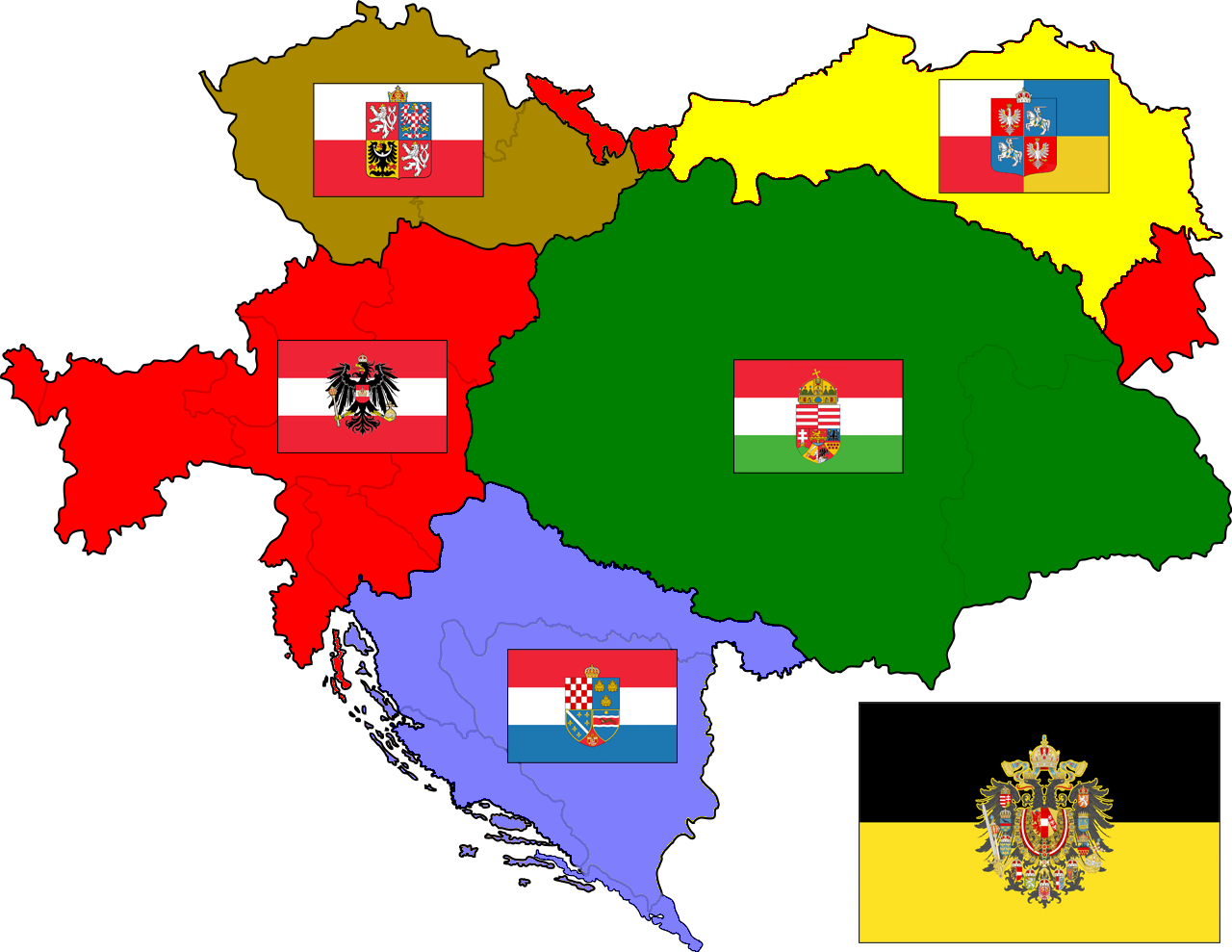
오스트리아의 카를 1세는 왕정을 구하기 위한 마지막 시도로 오스트리아-헝가리 제국의 5개 왕국 연합화를 시도했으나 실패했다.

오스트리아-헝가리의 해체는 내부 사회 모순이 커져 오스트리아-헝가리 내 여러 지역이 분리독립을 선언하며 발생한 일련의 지정학적 사건을 의미한다. 제국 해체의 직접적인 원인은 제1차 세계 대전, 1918년 흉작, 전반적인 기아와 경제 위기 때문이다. 오스트리아-헝가리 제국은 오스트리아와 헝가리 사이 이해관계가 점차 벌어지면서 계속 약화되었다. 더욱이 1815년 빈 회의에서 메테르니히가 오스트리아에게는 오스트리아 자신의 힘을 필요로 하는 역할을 수행하겠다고 약속하면서 꾸준히 국력보다 과도한 대외개입이 시작되었고, 그 결과 과도한 제국 영토의 확장으로 이어졌다. 이렇게 약화된 제국의 기반에 제1차 세계 대전으로 만들어진 긴장이 제국의 해체를 촉발시켰다. 1917년 10월 혁명과 1918년 초 14개조 평화 원칙을 대표로 한 윌슨주의의 도래로 제국의 모든 국민이 한편으로는 공산주의로, 다른 한편으로는 민족주의로 기울어지며 다문화 다종교의 분열로 이어졌다.
분열된 제국 내 각 민족들은 기존 또는 새롭게 수립한 국가로 독립하면서 떨어져나갔다. 법적으로 오스트리아-헝가리의 해체는 1919년 9월 오스트리아와의 생제르맹 조약과 1920년 6월 헝가리와의 트리아농 조약을 통해 공식화되었다.

## 과정

### 제국의 쇠락
1918년에는 제국의 경제 상황이 매우 악화되었다. 정부는 국내 정책에서 큰 실패를 겪었다. 역사학자인 알렉산더 왓슨은 다음과 같이 말했다.
중부유럽 전역에서... 1918년 봄까지 대부분이 극심한 고통 속에 살았고, 1918년 여름에는 "순무의 겨울" 수준으로 식량공급이 감소하고 전 세계적으로 최소 2천만명이 사망한 스페인 독감 범유행이 시작되면서 상황이 더욱 악화되었다. 사회는 완전히 지쳤으며 평화를 갈망했다.

제국 경제가 극심한 침체에 빠지고 심지어 굶주림도 발생하자 다민족으로 구성된 오스트리아-헝가리군은 사기가 붕괴되어 점점 더 전선을 지키기 어려워졌다. 게다가 전시 권한이 늘어나면서 군부가 일상적으로 시민의 권리를 완전히 제한하고 오스트리아의 이중군주제가 지속된 기간 동안 타 민족집단을 깔보는 태도를 계속하자 제국 내 여러 민족주의자들의 불만이 늘어났다. 이탈리아의 최후 공세에서 오스트리아-헝가리군은 식량과 군수품 보급 없이 전투에 나서야 했으며, 사실상 존재하지 않는 제국으로 정치적 지원도 전혀 없이 싸워야 했다.
오스트리아-헝가리 왕정은 1918년 가을에 매우 빠르게 붕괴했다. 좌파 및 평화주의 정치운동은 공장 파업을 조직했고 군대에서는 항명과 봉기가 일상화되었다. 이런 좌파 또는 좌익 자유주의 친연합국 독립파 정당은 군주제에 대해 반대했으며 국가 수호 대신 국제주의자를 지지했다. 결국 독일의 패배와 빈, 부다페스트에서 일어난 소규모 혁명은 좌익과 자유주의 정당의 정치 권력이 매우 늘어나는 결과로 이어졌다.

### 민족 분열
전쟁이 지속되면서 민족간의 통합은 약화되었고 연합국은 제국 내 소수민족의 분리독립을 부추기면서 제국이 해체에 직면했다. 연합국이 제1차 세계 대전에 승전할 것이 분명해지자 이전까지 여러 지역의 자치권을 주장하던 민족주의 운동 세력이 완전한 독립을 요구하기 시작했다. 수도인 빈과 부다페스트에서는 좌파 및 자유주의 운동과 반정부 세력이 소수민족의 분리주의를 강화하고 지지했다. 다민족인 오스트리아-헝가리는 붕괴하기 시작했고, 군대는 전장에 홀로 남겨졌다. 이탈리아 전선이 붕괴되면서 다민족 제국을 구성했떤 수많은 민족들이 무의미해 보이는 대의를 위해 계속 싸우기를 거부하며 반란이 시작되었다. 황제는 자신의 영토가 붕괴되면서 통치권을 상당 부분 상실했다.
미국의 대통령 우드로 윌슨이 주장했던 14개조 조항 중 하나에서는 "오스트리아-헝가리의 각 민족에게 자율적인 발전을 기회를 보장할 것"을 요구했다. 이에 카를 1세 황제는 1917년 제국의회를 재소집하고 각 민족집단이 자치권을 행사할 수 있는 연방을 구성하자는 데 동의했다. 하지만 각 민족단체의 지도자들은 이 제안을 거부했고 빈을 깊이 불신하며 독립을 결심했다.

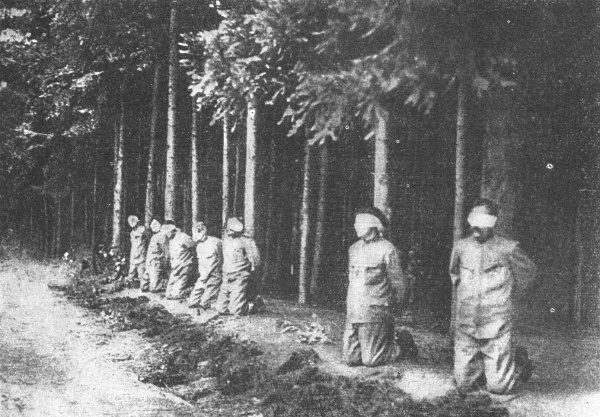
1918년 5월 일어난 체코인 민족부대의 반란은 잔인하게 진압되었다. 이는 군형법에 따라 반란으로 간주되었다.

1918년 10월 14일 외무장관인 스테판 부리안 폰 러예츠 남작은 14개조 조항을 기반으로 한 휴전을 요구했다. 카를 1세 황제는 선의를 보여주기 위해 이틀 후인 10월 16일 오스트리아의 절반의 군주제를 큰 폭으로 바꿀 수 있다는 선언(1918년 10월 16일 제국선언)을 발표했다. 마워폴스카와 갈리치아 일부의 폴란드계 다수 거주 지역은 제국에서 분리독립을 선언하고 러시아와 독일이 점령한 폴란드 영토의 형제민족과 재결합을 선언하며 이전에 수립된, 폴란드의 주권국가 부활을 목표로 한 준국가인 폴란드 섭정왕국으로 합류할 수 있는 선택권을 부여받았다. 실제로 바르샤바의 섭정위원회는 이미 10월 6일에 윌슨을 제안을 폴란드 국가수립의 기초로 채택했다. 하지만 제국정부는 폴란드와 우크라이나 간 분쟁을 선동해 폴란드의 야망을 억제하러 시도했으며, 갈리치아와 로도메리아 전체를 유지해 우크라이나의 브레스트-리토프스크 조약의 비밀조약에 명시된 우크라이나 정권을 구성할 목적으로 시스라이타니아의 나머지 지역을 유지해 독일, 체코, 남슬라브, 우크라이나 4개 부분으로 변형된 연합왕국 연방으로 구성하길 의도했다. 각 부분은 국가의회의 통치를 받았으며 빈과 제국의 미래를 협상할 수 있었다. 트리에스테는 특별지위도시를 부여받았다. 하지만 헝가리의 정치 엘리트에서는 타 민족과 협력하지 않고서 센트이슈트반 왕관령을 유지할 수 있었다고 믿었기 때문에 이 포고령은 발표할 수 없었다.
결국 제국은 붕괴에 직면했다. 4일 후인 10월 18일 미국의 국무장관인 로버트 렌싱은 연합국이 이제 체코, 슬로바키아, 남슬라브족의 대의를 지지한다고 밝혔다. 따라서 렌싱은 14개조 조항에서 10번째 조항에 있는 각 민족의 자율성은 아직도 충분하지 않으며 미국은 더 이상 14개 조항에 근거해 휴전을 거래할 수 없다고 통보했다. 렌싱의 통보는 사실상 오스트리아-헝가리의 사망 진단서와 같았다. 실제로 체코슬로바키아 임시정부는 10월 14일 연합국에 가입했다. 양 군주국의 남슬라브인들은 1917년 유고슬라브인 위원회의 위원이 서명한 코르푸 선언을 통해 세르비아와 남슬라브인 국가의 통합에 찬성한다고 선언한 바가 있었다. 실제로 크로아티아는 10월 초부터 부다페스트 정부의 명령을 듣지 않기 시작했다.
국가의회는 이미 각 독립국의 임시정부 역할을 어느 정도 수행하기 시작했다. 이탈리아 전투가 진행되는 동안 체코, 슬로바키아, 남슬라브의 정치 지도층은 독립을 선언했다. 10월 24일부터 시작된 이탈리아의 공세인 비토리오 베네토 전투에서 오스트리아의 전쟁 패배가 임박하자 체코 정치인들은 10월 28일 프라하에서 평화적으로 통치권을 차지했으며 며칠 뒤에는 나머지 주요 도시에서도 행정권이 넘겨졌다. 10월 30일에는 슬로바키아인이 마르틴을 장악했다. 10월 29일에는 오스트리아-헝가리에서 남은 남슬라브계가 슬로벤인 크로아트인 세르브인국의 독립을 선포했다. 이들은 독립 선언 의도가 세르비아와 몬테네그로와 연합하여 거대한 남슬라브인의 국가를 수립하는 것이라고 말했다. 같은 날 체코와 슬로바키아인도 체코슬로바키아의 독립을 선포했다.

### 제국 해체
알렉산더 왓슨은 "합스부르크 정권의 운명은 2주 반 전 (1918년 10월 14일 외무장관 부리안 폰 라제츠가 보낸 편지에) 윌슨의 답신이 10월 20일 도착했을 때 완전히 끝났다"고 말했다. 윌슨은 이중군주제의 존속을 가지고 협상 가능하다고 보지 않았다.
1918년 10월 17일 헝가리 국민의회는 오스트리아와의 연합을 종료하고 독립 선언에 찬성을 투표했다. 오스트리아의 연합 지속에 가장 두드러게 반대했던 카로이 미하이는 10월 31일 국화 혁명을 통해 권력을 장악했다. 카를 1세는 어쩔 수 없이 헝가리의 총리에 카로이 미하이를 임명할 수 밖에 없었다. 카로이의 첫 정책으로는 10월 31일 대타협 합의를 거부하여 오스트리아와의 국가연합을 사실상 해소하고 오스트리아-헝가리의 군주제와 그 국가를 공식적으로 해산한 것이었다.
10월 말까지 합스부르크 왕가에는 독일인이 다수를 차지하는 다뉴브강과 알프스 지방 외에는 아무것도 남지 않았으며, 독일계 오스트리아 의회조차 카를 1세의 권위에 대항하고 있었다. 카를 1세의 마지막 오스트리아 총리인 하인리히 라마시는 카를 1세에게 도저히 통치 불가능한 상황에 처해 있다는 결론을 내리고 카를 1세를 설득하여 주권 행사 권한을 일시적으로라도 포기하는 것이 최선의 길이라고 설득했다.
11월 11일에는 카를 1세는 오스트리아의 국민에게 국민이 국가 형태를 결정할 권리가 있음을 인정한다는 신중한 내용의 포고문을 발표했다. 또한 카를 1세는 오스트리아의 국정에 참여할 권리도 스스로 포기했다. 또한 라마시와 그의 내각을 해체했으며 오스트리아 제국의 절반에 속한 관료들에게 자신을 향한 충성맹세가 더 이상 필요 없다고 놓아주었다. 이틀 뒤에는 헝가리에도 비슷한 내용의 포고문을 발표했다. 하지만 그는 퇴위하지 않았고 두 국가의 국민이 자신을 소환할 때를 대비해 직위를 계속 유지했다. 하지만 어떤 의도와 목적으로든 합스부르크의 통치는 이로서 완전히 끝났다.
| 즉위 이후 짐은 국민을 전쟁의 공포에서 벗어나기 위해 끊임없이 노력해왔다. 짐은 헌법 통치를 회복하는데 주저하지 않았으며 각 민족이 독립적으로 국가를 발전할 수 있는 길을 열었다. 여전히 짐은 모든 백성에 대해 변함없는 사랑으로 차 있으나 인격의 자유로운 발전을 짐이라는 장애물로 반대하고 싶진 않다. 짐은 독일계 오스트리아가 차후의 정부 형태에 대하여 내릴 결정을 미리 알고 있다. 국민은 자신의 대표를 통해 정부를 수립했다. 짐은 어떠한 국정 지분도 포기했다. 동시에 짐은 오스트리아 정부를 해산한다. 독일계 오스트리아 국민이 화합과 용서 속에서 개편된 조직을 만들고 통합하길 바란다. 국민들의 행복은 처음부터 짐의 가장 뜨거운 소망이자 목표였다. 내면의 평화만이 전쟁의 상처를 치유할 수 있다. | Seit meiner Thronbesteigung war ich unablässig bemüht, Meine Volker aus den Schrecknissen des Krieges herauszuführen, an dessen Ausbruch ich keinerlei Schuld trage. Ich habe nicht gezögert, das verfassungsmäßige Leben wieder herzustellen und haben den Völkern den Weg zu ihrer selbständigen staatlichen Entwicklung eröffnet. Nach wie vor von unwandelbarer Liebe für alle Meine Völker erfüllt, will ich ihrer freien Entfaltung Meine Person nicht als Hindernis entgegenstellen. Im voraus erkenne ich die Entscheidung an, die Deutschösterreich über seine künftige Staatsform trifft. Das Volk hat durch seine Vertreter die Regierung übernommen. Ich verzichte auf jeden Anteil an den Staatsgeschäften. Gleichzeitig enthebe ich Meine österreichische Regierung ihres Amtes. Möge das Volk von Deutschösterreich in Eintracht und Versöhnlichkeit die Neuordnung schaffen und befestigen. Das Glück Meiner Völker war von Anbeginn das Ziel Meiner heißesten Wünsche. Nur der innere Friede kann die Wunden dieses Krieges heilen. |

하지만 카를 1세의 퇴위 거부는 무의미했다. 자신이 오스트리아의 국정에 물러나겠다고 발표한 다음날 독일계 오스트리아 국가의회는 독일계 오스트리아 공화국의 수립을 선포했다. 카로이도 11월 16일 헝가리 제1공화국을 선포하며 그 뒤를 따랐다.

## 여파

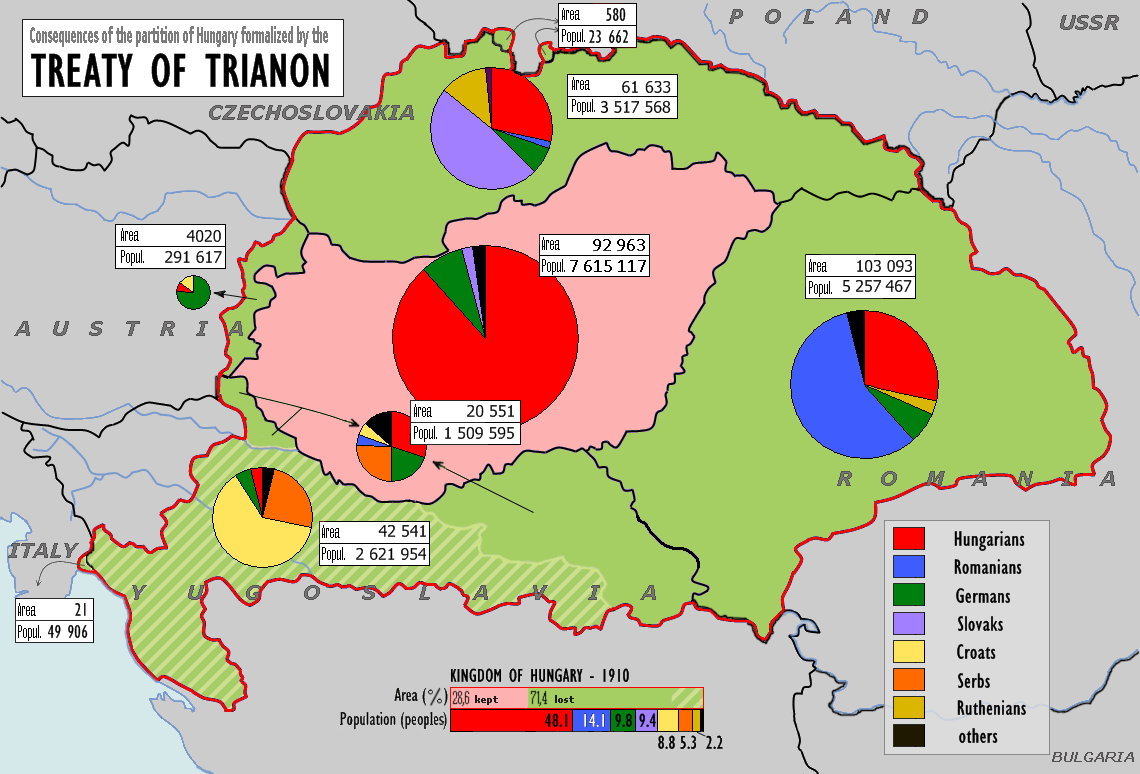
트리아농 조약으로 헝가리 왕국은 국토의 72%를 잃었으며 헝가리 민족인 330만명이 타국인이 되었다.

### 후계국가
이전 오스트리아-헝가리의 군주제에서는 법적으로 두 개의 승계국가가 있다.:
- 독일계 오스트리아 공화국 (이후 오스트리아 제1공화국이 됨)
- 헝가리 인민공화국 (이후 단명한 여러 국가가 지난 후 헝가리 왕국이 됨)

오스트리아와 맺어진 생제르맹 조약, 헝가리와 맺어진 트리아농 조약으로 오스트리아와 헝가리는 새 국경이 만들어지고 소규모 내륙국으로 축소되었다. 결정적인 과반수의 민족이 없는 지역을 연합국은 많은 경우 새로 해방된 독립국에게 유리하게 배정했고, 독일과 헝가리어를 사용하는 대규모 민족집단이 있는 광대한 영토가 신생 독립국으로 떨어져나갔다.
조약에서 맺어진 여러 결정은 정치적, 경제적으로 큰 영향을 미쳤다.

#### 오스트리아
해체 이후 오스트리아 제1공화국은 오스트리아 제국 시절에 비교해 영토의 거의 60%를 상실했다. 또한 국제연맹의 승인을 받지 않고선 독일과 통일하는 것도 불가능해 독일과의 통일 정책도 포기했다.
새로 수립된 오스트리아는 최소한 명목상으로도 헝가리보다 더 불안정했다. 헝가리와는 달리 오스트리아는 실질적인 의미에서 주권국이었던 적이 없었기 때문이다. 오스트리아인의 국가는 700년간 어떤 형태로든 계속 이어져왔지만 합스부르크 왕가에 대한 충성심으로만 계속 유지되었다. 빈은 이제 뒷받침할 제국이 없는 호화롭고 거대한 제국의 수도였기 때문에 "국가적 수두증"이라는 비꼼을 받기도 했다.
하지만 정치적 격변의 시기가 지나고 연합국이 독일과의 통일을 거부하자 오스트리아는 연방공화국으로 자리잡았다. 나치 독일과 안슐루스로 잠깐 통일되었음에도 오스트리아는 독일과 영구히 통일하지 못했다.

#### 헝가리
이에 반해 헝가리는 약 900년간 하나의 주권국으로 계속 이어져왔다. 하지만 헝가리는 영토의 72%, 인구의 64%, 천연자원의 대부분을 상실하며 심각한 혼란에 빠졌다. 헝가리 제1공화국은 잠시 동안만 존속했으며 이후 공산주의 혁명으로 붕괴되어 헝가리 평의회 공화국이 세워졌다. 하지만 루마니아군이 1919년 헝가리를 침공해 쿤 벨러를 축출하고 헝가리 평의회 공화국을 무너뜨렸다.
1919년 여름에는 카를의 사촌인 아르히두케 요제프 아우구스트 대공이 섭정으로 올라섰지만 연합국은 다른 합스부르크 왕가를 국가원수로 인정하지 않음을 밝히면서 2주만에 퇴위했다. 결국 1920년 3월 오스트리아-헝가리 해군의 제독이자 반혁명 세력 조직을 도왔던 호르티 미클로시가 섭정에 올랐다. 호르티 정부는 1920년 6월 4일 프랑스 베르사유에 있는 그랑 트리아농에서 트리아농 조약을 맺었다.

## 같이 보기
- 오스만 제국의 해체
- 제1차 세계 대전의 여파